# Das fehlende Grau
Das fehlende Grau ist ein Filmdrama von Nadine Heinze und Marc Dietschreit mit Sina Ebell in der Hauptrolle. Heinze und Dietschreit führten Regie und schrieben das Drehbuch. Produzent war Markus Brinkmann. In vier Handlungssträngen wird die selbstzerstörerische Suche einer jungen Frau vor dem Hintergrund einer Borderline-Erkrankung gezeigt. Der Kinostart war am 25. Juni 2015.

## Handlung
Der Film erzählt die Geschichte einer innerlich zerrissenen, jungen Frau und der Männer, die ihr verfallen. Sie pendelt zwischen Extremen, in einem Moment wirkt sie auf ihre Umgebung unheimlich anziehend, im nächsten jedoch ist sie in der Lage, abstoßend auf jeden, der mit ihr zu tun hat, zu wirken. Ihr Dilemma ist, dass sie sich selbst fremd ist, und sich in ihrer eigenen Existenz nicht wohl fühlt. Auf Streifzügen durch die nächtliche Stadt trifft sie verschiedenste Männer, geht mit ihnen nach Hause oder ins Hotel. Sie provoziert und benutzt die Wünsche der Männer dazu, sich gegen sie zu wenden und sich im entscheidenden Moment unnahbar zu geben.
Als sie ein kleines Mädchen trifft und ihm in die Augen schaut, entdeckt sie in diesem Blick ihre eigene Kindlichkeit. Ihre Welt gerät aus den Fugen und ein Trauma offenbart sich ihr.

## Hintergrund
Die erste öffentliche Aufführung des Films fand am 22. Oktober 2014 auf den 48. Internationalen Hofer Filmtagen statt. In den deutschen Kinos startete der Film am 25. Juni 2015.

## Festivals & Preise
- „48. Internationale Hofer Filmtage“, Hof, 2014, offizieller Beitrag Das fehlende Grau[1]
- „Exposed Festival“, Köln, 2014, offizieller Beitrag Das fehlende Grau[2]